# Rutki (województwo mazowieckie)
Rutki – wieś sołecka w Polsce położona, w województwie mazowieckim, w powiecie makowskim, w gminie Karniewo.
W latach 1975–1998 miejscowość administracyjnie należała do województwa ciechanowskiego.
Przed 2023 r. miejscowość była częścią wsi Leśniewo.